# Curtis Hughes
Curtis Hughes es un luchador profesional estadounidense, con el sobrenombre de Mr. Hughes. Es conocido por sus períodos en World Championship Wrestling y World Wrestling Federation . También trabajó en televisión para la American Wrestling Association , la American Wrestling Federation y Extreme Championship Wrestling . Entrenó a luchadores en la escuela de lucha WWA4 durante más de 10 años y lucha en el circuito independiente .

## Carrera

### Carrera temprana
Mientras asistía brevemente a la Universidad Estatal de Kansas , Hughes jugó en su equipo de fútbol . Después de abandonar la universidad, se entrenó para la lucha profesional con Sonny Myers y Bob Geigel . Debutó en 1987 para Central States Wrestling , antes de mudarse a la American Wrestling Association como una cara bajo el nombre de Curtis "The Cat" Hughes.

### World Championship Wrestling (1990–1992)
Se mudó a World Championship Wrestling en noviembre de 1990, donde fue llamado Big Cat. En Starrcade 1991 en Tokyo Dome , fue catalogado como Big Cat Hughes, y posteriormente se le conoció como el Sr. Hughes, un truco para hacer cumplir el talón con un traje y un ceño constante. Fue miembro de la facción The York Foundation .  Más tarde se convirtió en guardaespaldas de Lex Luger y su mánager Harley Race , bajando al ring con Race en los momentos finales de la victoria de Luger del vacante WCW World Heavyweight Championship , distrayendo al oponente Barry Windham para que Luger, bajo las órdenes de Race, pudiera administrar un piloteador para ganar el partido y el campeonato. El campeón Luger, el mánager Race y el guardaespaldas Hughes formaron una facción de talón, infligiendo palizas a los retadores de Luger y con Hughes y Race interfiriendo en los combates por el título de Luger. Esto finalmente resultó en que Hughes fuera expulsado del ring por las defensas de alto perfil de Luger contra Ron Simmons en Halloween Havoc 1991 y Rick Steiner en Choque de Campeones XVII . Aún administrado por Race, a principios de 1992 también se asoció con frecuencia con Big Van Vader , Cactus Jack y Vinnie Vegas .
En el verano de 1992, cerca del final de su carrera en la WCW, se volvió cara a cara y se convirtió en Big Cat nuevamente, haciendo equipo con Junkyard Dog para pelear con The Vegas Connection .

### World Wrestling Federation (1993)
Después de un breve período en la Asociación de Lucha Libre de los Estados Unidos , Hughes se unió brevemente a la Federación Mundial de Lucha Libre , como parte de la disputa entre The Undertaker y Harvey Wippleman . Hughes robó la urna de The Undertaker, pero luego perdió cada partida entre ellos y la abandonó. Se fue de WWF poco después. Durante su estadía, también perdió ante el Sr. Perfecto por descalificación en el Rey del Anillo de 1993 . El último partido televisado de Hughes fue contra Tatanka y perdió por conteo cuando sus gafas de sol se rompieron en sus ojos y fue liberado al día siguiente.

### Eastern / Extreme Championship Wrestling (1993–1996)
En octubre de 1993, Hughes debutó para Eastern Championship Wrestling . Después de que la promoción pasó a llamarse Extreme Championship Wrestling en 1994, se convirtió en guardaespaldas de Shane Douglas durante el primer y segundo reinado del Campeonato Mundial de Peso Pesado ECW de Douglas . Frecuentemente se asoció con Douglas, y también luchó en partidos individuales, apodado "The Ruffneck".
Durante este período, también hizo apariciones en la American Wrestling Federation , donde formó parte del establo de Shiek Adnan Al-Kaissey .

### Regreso a la WWF (1997, 1999)
Hughes hizo dos breves apariciones más para la WWF, primero como guardaespaldas de Hunter Hearst Helmsley en 1997 (antes de ser reemplazado por Chyna), hizo un breve regreso en 1999 como un oponente enmascarado para Chris Jericho llamado "Gotch Gracie" . Sin embargo, esto se reveló como una trampa cuando Ken Shamrock atacó y ambos atacaron a Shamrock con "Gracie" revelándose como el Sr. Hughes su nuevo guardaespaldas (como Curtis Hughes). Hughes fue notablemente más pequeño en esta carrera al haber perdido una cantidad significativa de peso. Se alineó con Jericho y Howard Finkel (que era el lacayo de Jericho en ese momento), sin embargo, Jericho lo atacó durante un equipo de etiquetaMatch y Hughes perdieron a Finkel en un juego de póker ante la APA. Después de lo cual dejó la WWF una vez más.

### World Wrestling Alliance y el circuito independiente (1999–2012)
En 1999, Hughes perdió mucho peso y comenzó a trabajar en el circuito independiente y luego se convirtió en entrenador principal en la WWA4 Wrestling School de la World Wrestling Alliance con sede en Atlanta . A finales de 2003, Hughes trabajó para la recién formada All World Wrestling League / Big Time Wrestling. En 2006, WWA4 lanzó un programa de lucha profesional profesional emitido localmente, que Hughes fue coanfitrión con el locutor y productor ejecutivo, Taylor McKnight. Cuando Mcknight dejó WWA4 para Great Championship Wrestling, Dave Wills fue coanfitrión con Hughes. Después de comenzar las clases en la escuela WWA4, el peso de Hughes bajó de 310 libras a 250 libras. 
En 2007, Hughes comenzó una pelea de alto perfil en Memphis Wrestling cuando llamó a Jerry Lawler " vendido " por no presentarse para un partido programado contra Hulk Hogan (Lawler trabajó para World Wrestling Entertainment , quien se opuso al combate). Hughes empujó de Lawler vida real novia, Renee, en un episodio de Memphis horario estelar , y los dos se enfrentaron tres semanas después en Río de Sam Town Palace Arena en Tunica, Mississippi . El partido terminó cuando Hughes se arrodilló y se disculpó con Lawler, antes de golpearlo con un golpe bajo y golpear a Renee en la cara, perdiendo así por descalificación.
En marzo de 2011, Hughes encabezó la tarjeta inaugural de la Organización Redneck Wrasslin en Springfield, Illinois , en equipo con Pretty Boy Floyd y Beast para derrotar al Equipo Dragonfire.
El 18 de febrero de 2012, Hughes ganó una batalla real de 34 hombres para el Campeonato de Herencia de la Alianza de Lucha Libre de Peachstate. 
El 11 de abril de 2016, renunció como entrenador principal de WWA4 con su aprendiz AR Fox asumiendo el papel.

## Campeonatos y logros
- Galaxy Wrestling Federation
  - GWF Heavyweight Championship (1 vez)

- Independent Wrestling Network
  - IWN Heavyweight Championship (1 vez)

- Peachstate Wrestling Alliance
  - PWA Heritage Championship (1 vez)

- Southern States Championship Wrestling
  - SSCW Heavyweight Championship (1 vez)

- Datos: Q5195775
- Multimedia: Curtis Hughes / Q5195775